# 연안 차씨
연안 차씨(延安車氏)는 황해남도 연안군을 관향으로 하는 한국의 성씨이다. 

## 근원
연안(延安)을 단본(單本)으로 하는 차씨(車氏)는 고대(古代) 중국(中國)의 명군(名君)인 황제(黃帝 : 姓은 姬, 諱는 軒轅)의 후예이다.
[가문의유래] 우리나라 차씨(車氏)의 연원(淵源)은 황제의 후손 사신갑(姒辛甲)이 중국에서 고대조선(古代朝鮮) 망명하여 평양(平壤) 일토산(一土山) 아래에 정착하여 살며 왕조명(王祖明)으로 변성명하였고 그 후손 왕 몽(王 蒙)이 정치적 화(禍)를 피하기 위하여 전(田)ㆍ신(申) 등으로 개성(改姓)하였다가 후에 차무일(車無一)로 변성명하여 차씨(車氏)의 시원(始源)을 이루게 되었다.

## 본관
연안(延安)은 황해도 연백군(延白郡) 일원의 옛 지명으로 고구려 때 동음홀(冬音忽) 또는 고염성(鼓鹽城)이라 부르다가 신라시대에 해고군(海皐郡)으로 바꾸었다. 고려에서는 염주(鹽州)·영응현(永膺縣)·복주(復州)·석주(碩州)·온주(溫州) 등으로 고쳐 불렀고, 1310년(충선왕 2)에 연안(延安)으로 고쳤다. 1413년(태종 13)에 연안도호부가 되었고, 1895년(고종 32) 지방제도 개정으로 연안군이 되었다. 1914년 군면 폐합으로 연안군은 다시 배천군(白川郡)과 합하여 연백군이 되었다.

## 분파
- 문학공파(文學公派)
- 전서공파(典書公派)
- 상장군공파(上將軍公派)
- 송림백공파(松林伯公派)
- 강렬공파(剛烈公派)
- 문절공파(文節公派)